# Vermilion-Lloydminster
Circonscription électorale provinciale du Canada
Vermilion-Lloydminster est une circonscription électorale provinciale de l'Alberta (Canada), située dans l'est de la province. Elle comprend la moitié ouest de la cité de Lloydminster et le bourg de Vermilion. Son député est Richard Starke du parti Progressiste-Conservateur.

## Liste des députés
| Années | Années          | Député          | Parti politique           |
| ------ | --------------- | --------------- | ------------------------- |
|        | 1993 - 1997     | Steve West      | Progressiste-Conservateur |
|        | 1997 - 2001     | Steve West      | Progressiste-Conservateur |
|        | 2001 - 2014     | Lloyd Snelgrove | Progressiste-Conservateur |
|        | 2004 - 2008     | Lloyd Snelgrove | Progressiste-Conservateur |
|        | 2008 - 2012     | Lloyd Snelgrove | Progressiste-Conservateur |
|        | 2012            | Lloyd Snelgrove | Indépendant               |
|        | 2012 - 2015     | Richard Starke  | Progressiste-Conservateur |
|        | 2015 - (actuel) | Richard Starke  | Progressiste-Conservateur |